# بيرتل بيرغ
بيرتل بيرغ (بالسويدية: Bertil Berg)‏ هو سباح ومهندس معماري سويدي، ولد في 19 ديسمبر 1910 في ستوكهولم في السويد، وتوفي في 25 يناير 1989 في نورشوبينغ في السويد.

## وصلات خارجية
- بيرتل بيرغ على موقع أوليمبيديا (الإنجليزية)
- بيرتل بيرغ على موقع اللجنة الأولمبية السويدية (السويدية)